# Białoruskie odznaczenia
| Baretka                                                                                          | Nazwa                                                                |
| Bohater Białorusi                                                                                | Bohater Białorusi                                                    |
| ------------------------------------------------------------------------------------------------ | -------------------------------------------------------------------- |
|                                                                                                  | Medal Bohatera Białorusi (1995)                                      |
| Ordery                                                                                           |                                                                      |
|                                                                                                  | Order Ojczyzny I klasy (1995)                                        |
|                                                                                                  | Order Ojczyzny II klasy (1995)                                       |
|                                                                                                  | Order Ojczyzny III klasy (1995)                                      |
|                                                                                                  | Order Wojskowej Chwały (1995)                                        |
|                                                                                                  | Order Sławy Pracy (2015)                                             |
|                                                                                                  | Order „Za służbę Ojczyźnie” I klasy (1995)                           |
|                                                                                                  | Order „Za służbę Ojczyźnie” II klasy (1995)                          |
|                                                                                                  | Order „Za służbę Ojczyźnie” III klasy (1995)                         |
|                                                                                                  | Order „Za osobiste męstwo” (1995)                                    |
|                                                                                                  | Order Konstantego Kalinowskiego (1995-2004)                          |
|                                                                                                  | Order Przyjaźni Narodów (2002)                                       |
|                                                                                                  | Order Honoru (1995)                                                  |
|                                                                                                  | Order Franciszka Skaryny (1995)                                      |
|                                                                                                  | Order Matki (1995)                                                   |
| (w przygot.)                                                                                     | Order „Za umacnianie pokoju i przyjaźni" (2017)                      |
| Medale                                                                                           |                                                                      |
|                                                                                                  | Medal „Za odwagę”                                                    |
|                                                                                                  | Medal „Za uratowanie życia”                                          |
|                                                                                                  | Medal „Za Zasługi w Służbie Wojskowej”                               |
|                                                                                                  | Medal „Za Zasługi w Ochronie Porządku Publicznego”                   |
|                                                                                                  | Medal „Za Zasługi w Ochronie Granic Państwowych”                     |
|                                                                                                  | Medal „Za Zasługi w Zapobieganiu i Zwalczaniu Katastrof”             |
|                                                                                                  | Medal „Za Zasługi w Pracy”                                           |
|                                                                                                  | Medal Franciszka Skaryny (1989-2017)                                 |
|                                                                                                  | Medal Franciszka Skaryny (od 2017)                                   |
|                                                                                                  | Medal „Za Nienaganną Służbę” I klasy                                 |
|                                                                                                  | Medal „Za Nienaganną Służbę” II klasy                                |
|                                                                                                  | Medal „Za Nienaganną Służbę” III klasy                               |
| Medale pamiątkowe i jubileuszowe                                                                 |                                                                      |
|                                                                                                  | Medal Żukowa                                                         |
|                                                                                                  | Medal 50-lecia Zwycięstwa w Wielkiej Wojnie Ojczyźnianej 1941–1945   |
|                                                                                                  | Medal 60-lecia Wyzwolenia Białorusi spod Okupacji Hitlerowskiej      |
|                                                                                                  | Medal 60-lecia Zwycięstwa w Wielkiej Wojnie Ojczyźnianej 1941–1945   |
|                                                                                                  | Medal 65-lecia Wyzwolenia Białorusi spod Okupacji Hitlerowskiej      |
|                                                                                                  | Medal 65-lecia Zwycięstwa w Wielkiej Wojnie Ojczyźnianej 1941–1945   |
|                                                                                                  | Medal 70-lecia Wyzwolenia Białorusi spod Okupacji Hitlerowskiej      |
|                                                                                                  | Medal 70-lecia Zwycięstwa w Wielkiej Wojnie Ojczyźnianej 1941–1945   |
|                                                                                                  | Medal 70-lecia Milicji na Białorusi                                  |
|                                                                                                  | Medal 80-lecia Milicji na Białorusi                                  |
|                                                                                                  | Medal 90-lecia Milicji na Białorusi                                  |
|                                                                                                  | Medal 80-lecia Prokuratury na Białorusi                              |
|                                                                                                  | Medal 90-lecia Prokuratury na Białorusi                              |
|                                                                                                  | Medal 80-lecia Sił Zbrojnych na Białorusi                            |
|                                                                                                  | Medal 90-lecia Sił Zbrojnych na Białorusi                            |
|                                                                                                  | Medal 80-lecia Straży Granicznej na Białorusi                        |
|                                                                                                  | Medal 90-lecia Straży Granicznej na Białorusi                        |
|                                                                                                  | Medal 80-lecia KGB na Białorusi                                      |
|                                                                                                  | Medal 90-lecia KGB na Białorusi                                      |
|                                                                                                  | Medal 100-lecia Związków Zawodowych na Białorusi                     |
|                                                                                                  | Medal 150-lecia Straży Pożarnej na Białorusi                         |
| Odznaczenia Rady Białoruskiej Republiki Ludowej (władze BRL na uchodźstwie)                      |                                                                      |
|                                                                                                  | Krzyż Komandorski Orderu Pogoni                                      |
|                                                                                                  | Krzyż Kawalerski Orderu Pogoni                                       |
|                                                                                                  | Medal Orderu Pogoni                                                  |
|                                                                                                  | Krzyż Komandorski Orderu Żelaznego Rycerza                           |
|                                                                                                  | Krzyż Kawalerski Orderu Żelaznego Rycerza                            |
|                                                                                                  | Medal za Zasługi Bojowe (Virtute et Gladio); Złoty/Żółty – od 2023   |
|                                                                                                  | Medal za Zasługi Bojowe (Virtute et Gladio); Srebrny/Biały – od 2023 |
|                                                                                                  | Medal Stulecia Białoruskiej Republiki Ludowej – 2018                 |
| Odznaczenia Tymczasowej Komisji Wojskowej Białoruskiej Armii Wyzwoleńczej (związanej z Radą BRL) |                                                                      |
|                                                                                                  | Medal "Za Pomoc Białoruskiej Armii Wyzwoleńczej"                     |
| Odznaczenia Zjednoczonego Gabinetu Przejściowego Białorusi (opozycyjny rząd na uchodźstwie)      |                                                                      |
|                                                                                                  | Krzyż Odrodzenia Białorusi                                           |
|                                                                                                  | Krzyż Dobrosąsiedztwa                                                |
|                                                                                                  | Partyzancki Krzyż Ludowy                                             |
|                                                                                                  | Medal "Honor i Godność"                                              |
|                                                                                                  | Medal "Za owocną pracę na rzecz Białorusi"                           |
|                                                                                                  | Medal Flagi                                                          |
|                                                                                                  | Medal Niezwyciężonych Łarysy Geniusz                                 |
|                                                                                                  | Medal Franciszka Skaryny                                             |

Tytuły honorowe (z odznakami, 41 rodzajów)
- Narodowy Poeta Białorusi (Народны паэт Беларусi)
- Narodowy Pisarz Białorusi (Народны пiсьменнiк Беларусi)
- Narodowy Aktor Białorusi (Народны артыст Беларусi)
- Narodowy Artysta Białorusi (Народны мастак Беларусi)

- Zasłużony Aktor Republiki Białorusi (Заслужаны артыст Рэспублiкi Беларусь)
- Zasłużony Pracownik Sztuki Republiki Białorusi (Заслужаны дзеяч мастацтваў Рэспублiкi Беларусь)
- Zasłużony Pracownik Kultury Republiki Białorusi (Заслужаны дзеяч культуры Рэспублiкi Беларусь)
- Zasłużony Pracownik Nauki Republiki Białorusi (Заслужаны дзеяч навукi Рэспублiкi Беларусь)
- Zasłużony Wynalazca Republiki Białorusi (Заслужаны вынаходнiк Рэспублiкi Беларусь)
- Zasłużony Innowator Republiki Białorusi (Заслужаны рацыяналiзатар Рэспублiкi Беларусь)
- Zasłużony Nauczyciel Republiki Białorusi (Заслужаны настаўнiк Рэспублiкi Беларусь)
- Zasłużony Pracownik Edukacji Republiki Białorusi (Заслужаны работнiк адукацыi Рэспублiкi Беларусь)
- Zasłużony Lekarz Republiki Białorusi (Заслужаны ўрач Рэспублiкi Беларусь)
- Zasłużony Pracownik Opieki Zdrowotnej Republiki Białorusi (Заслужаны работнiк аховы здароўя Рэспублiкi Беларусь)
- Zasłużony Pracownik Opieki Społecznej Republiki Białorusi (Заслужаны работнiк сацыяльнай абароны Рэспублiкi Беларусь)
- Zasłużony Pracownik Przemysłu Republiki Białorusi (Заслужаны работнiк прамысловасцi Рэспублiкi Беларусь)
- Zasłużony Pracownik Rolnictwa Republiki Białorusi (Заслужаны работнiк сельскай гаспадаркi Рэспублiкi Беларусь)
- Zasłużony Leśnik Republiki Białorusi (Заслужаны лесавод Рэспублiкi Беларусь)
- Zasłużony Budowniczy Republiki Białorusi (Заслужаны будаўнiк Рэспублiкi Беларусь)
- Zasłużony Architekt Republiki Białorusi (Заслужаны архiтэктар Рэспублiкi Беларусь)
- Zasłużony Sygnalista Republiki Białorusi (Заслужаны сувязiст Рэспублiкi Беларусь)
- Zasłużony Ekonomista Republiki Białorusi (Заслужаны эканамiст Рэспублiкi Беларусь)
- Zasłużony Prawnik Republiki Białorusi (Заслужаны юрыст Рэспублiкi Беларусь)
- Zasłużony Energetyk Republiki Białorusi (Заслужаны энергетык Рэспублiкi Беларусь)
- Zasłużony Hutnik Republiki Białorusi (Заслужаны металург Рэспублікі Беларусь)
- Zasłużony Górnik Republiki Białorusi (Заслужаны шахцёр Рэспублікі Беларусь)
- Zasłużony Pracownik Sektora Usług Republiki Białorusi (Заслужаны работнiк сферы абслугоўвання Рэспублiкi Беларусь)
- Zasłużony Pracownik Transportu Republiki Białorusi (Заслужаны работнiк транспарту Рэспублiкi Беларусь)
- Zasłużony Specjalista Sił Zbrojnych Republiki Białorusi (Заслужаны спецыялiст Узброеных Сiл Рэспублiкi Беларусь)
- Zasłużony Pilot Republiki Białorusi (Заслужаны пiлот Рэспублiкi Беларусь)
- Zasłużony Nawigator Republiki Białorusi (Заслужаны штурман Рэспублiкi Беларусь)
- Zasłużony Funkcjonariusz Organów Bezpieczeństwa Państwowego Republiki Białorusi (Заслужаны супрацоўнiк органаў дзяржаўнай бяспекi Рэспублiкi Беларусь)
- Zasłużony Pracownik Organów Prokuratury Republiki Białorusi (Заслужаны работнiк органаў пракуратуры Рэспублiкi Беларусь)
- Zasłużony Pracownik Organów Spraw Wewnętrznych Republiki Białorusi (Заслужаны работнiк органаў унутраных спраў Рэспублiкi Беларусь)
- Zasłużony Pogranicznik Republiki Białorusi (Заслужаны пагранiчнiк Рэспублiкi Беларусь)
- Zasłużony Celnik Republiki Białorusi (Заслужаны мытнiк Рэспублiкi Беларусь)
- Zasłużony Ratownik Republiki Białorusi (Заслужаны ратавальнiк Рэспублiкi Беларусь)
- Zasłużony Geolog Republiki Białorusi (Заслужаны геолаг Рэспублiкi Беларусь)
- Zasłużony Robotnik Kultury Fizycznej i Sportu Republiki Białorusi (Заслужаны работнiк фiзiчнай культуры i спорту Рэспублiкi Беларусь)

- Zasłużony Trener Republiki Białorusi (Заслужаны трэнер Рэспублiкi Беларусь)
- Zasłużony Mistrz Sportu Republiki Białorusi (Заслужаны майстар спорту Рэспублiкi Беларусь)

Historyczne
- Order Czerwonego Sztandaru Pracy (Ордэн Працоўнага Чырвонага Сцяга БССР) w latach 1924-1932